# NGC 1190
NGC 1190 è una piccola galassia lenticolare situata nella costellazione dell'Eridano, a una distanza di circa 117 milioni di anni luce dalla nostra Via Lattea.

## Scoperta
La galassia è stata scoperta il 2 dicembre 1885 dall'astronomo statunitense Francis Leavenworth.

## Gruppo Compatto di Hickson 22
NGC 1190 assieme a NGC 1189, NGC 1191, NGC 1192 e NGC 1199 forma un raggruppamento di galassie noto come Hickson Compact Group HCG 22.